# Fakulteta (funkcija)
To je članek o fakulteti kot matematični funkciji. Za šolsko ustanovo glej fakulteta.
Fakultéta (tudi faktoriéla) naravnega števila n je v matematiki funkcija, ki določa produkt pozitivnih celih števil manjših ali enakih n. Funkcijo se zapiše kot n! in prebere »n fakulteta«. Zapis n! je vpeljal francoski matematik Christian Kramp leta 1808. 

## Definicija
Običajno je fakulteta določena kot:
{\displaystyle n!=\prod _{k=1}^{n}k,\qquad (n\geq 1)\!\,.}
Na primer:
{\displaystyle 5!=1\cdot 2\cdot 3\cdot 4\cdot 5=120\!\,.}
Po dogovoru velja:
{\displaystyle 0!=1\!\,,}
ker je produkt nobenih števil enak 1. Ta značilnost fakultete je uporabna, saj:
- rekurzivna zveza (n + 1)! = n! · (n + 1) velja za n = 0;
- takšna definicija omogoča, da je veliko enakosti v kombinatoriki veljavnih za ničelne vrednosti.

Prvi členi zaporedja fakultet za n = 0, 1, 2, ... so (OEIS A000142):
1, 1, 2, 6, 24, 120, 720, 5040, 40320, 362880, 3628800, ...

### Fakultete necelih števil
Fakulteta je lahko določena (tudi za necela števila) prek funkcije Γ:
{\displaystyle z!=\Gamma (z+1)=\int _{0}^{\infty }t^{z}e^{-t}\,\mathrm {d} t\!\,.}
Ta enačba kaže na posplošitev zamisli fakultete za množico kompleksnih števil, z izjemo negativnih celih števil.
Tako so za posebni primer fakultet necelih vrednosti:
{\displaystyle n!={\sqrt {\pi }}\prod _{k=1/2}^{n}k\!\,.}
Na primer:
{\displaystyle (1/2)!=\Gamma (3/2)={\frac {\sqrt {\pi }}{2}}=0,886226925452\ldots \!\,,} (OEIS A019704),
{\displaystyle (3/2)!=\Gamma (5/2)={\sqrt {\pi }}\cdot {\frac {1}{2}}\cdot {\frac {3}{2}}={\frac {3{\sqrt {\pi }}}{4}}=1.329340388179\ldots \!\,,} (OEIS A245884),
{\displaystyle (5/2)!=\Gamma (7/2)={\sqrt {\pi }}\cdot {\frac {1}{2}}\cdot {\frac {3}{2}}\cdot {\frac {5}{2}}={\frac {15{\sqrt {\pi }}}{8}}=3.323350970447\ldots \!\,,} (OEIS A245885),
{\displaystyle (7/2)!=\Gamma (9/2)={\sqrt {\pi }}\cdot {\frac {1}{2}}\cdot {\frac {3}{2}}\cdot {\frac {5}{2}}\cdot {\frac {7}{2}}={\frac {105{\sqrt {\pi }}}{16}}=11,631728396567\ldots \!\,.}

### Dvojna fakultetan!!
Dvojna fakulteta pomeni produkt vseh sodih oziroma vseh lihih naravnih števil do vključno n. Pozor: n!! ni enako (n!)! 
{\displaystyle n!!={\begin{cases}1;&n=0{\mbox{ ali }}n=1\\n(n-2)!!;&n\geq 2\!\,.\end{cases}}}
- 2!! = 2
- 3!! = 1 · 3 = 3
- 4!! = 2 · 4 = 8
- 5!! = 1 · 3 · 5 = 15
- 6!! = 2 · 4 · 6 = 48
- 7!! = 1 · 3 · 5 · 7 = 105
- 8!! = 2 · 4 · 6 · 8 = 384
- 9!! = 1 · 3 · 5 · 7 · 9 = 945
- 10!! = 2 · 4 · 6 · 8 · 10 = 3840
- 100!! = ... = 34243224702511976248246432895208185975118675053719198827915654463488000000000000

## Značilnosti
Vse fakultete so zelo obilna števila.

## Uporabe
- Fakultete so pomembne v kombinatoriki. Število n! določa na koliko načinov se lahko razvrsti n različnih predmetov v zaporedje. (Takšne postavitve se imenujejo permutacije.) Število možnih izbir k predmetov izmed dane množice n predmetov (število kombinacij) je dano z binomskim koeficientom:

{\displaystyle {n \choose k}={\frac {n!}{k!(n-k)!}}\!\,.}
- Fakultete se pojavljajo tudi v infinitezimalnem računu. S pomočjo Taylorjevega izreka se lahko na primer izrazi funkcijo f(x) s potenčno vrsto v x, ker je n-ti odvod od xn enak n!.

- Prostornino n-razsežne hipersfere se lahko izrazi kot:

{\displaystyle V_{n}={\frac {\pi ^{n/2}R^{n}}{(n/2)!}}\!\,.}
Za lihe razsežnosti se potrebuje funkcijo Γ in njena vrednost izniči navidezno decimalno potenco {\displaystyle \pi } za te primere.
- Fakultete se veliko uporabljajo tudi v verjetnostnem računu.

- Fakultete velikokrat omenjajo kot preprosti primer rekurzije v računalništvu, saj velja naslednja rekurzivna zveza:

{\displaystyle n!=n\cdot (n-1)!,\qquad (n\geq 1)\!\,.}

## Izračun fakultet
Numerično vrednost n! se lahko izračuna s ponavljanjem množenja za dovolj majhne n. Tako v osnovi računajo tudi žepna računala. Največja fakulteta, ki jo lahko izračuna večina računal, je 69!, saj je 70! > 10100.
Če je n velik, se lahko dovolj točno oceni vrednost n! s pomočjo Stirlingove aproksimacije:
{\displaystyle n!\sim {\sqrt {2\pi n}}\left({\frac {n}{e}}\right)^{n}\!\,.}
Obstaja tudi preprostejša enačba, ki se jo lahko dokaže z matematično indukcijo:
{\displaystyle \left({\frac {n}{3}}\right)^{n}<n!<\left({\frac {n}{2}}\right)^{n},\qquad (n\geq 6)\!\,.}

## Praštevilski razcep fakultet
Potenca p, ki se pojavi v praštevilskem razcepu n!, je:
{\displaystyle \sum _{i=1}^{\infty }\lfloor n/p^{i}\rfloor \!\,.}
Tu je {\displaystyle \lfloor x\rfloor } funkcija celega dela.

## Izpisi fakultet
```
0!       1
1! 	 1
2! 	 2
3! 	 6
4! 	 24
5! 	 120
6! 	 720
7! 	 5040
8! 	 40320
9! 	 362880
10! 	 3628800
11! 	 39916800
12! 	 479001600
13! 	 6227020800
14! 	 87178291200
15! 	 1307674368000
16! 	 20922789888000
17! 	 355687428096000
18! 	 6402373705728000
19! 	 121645100408832000
20! 	 2432902008176640000
21! 	 51090942171709440000
22! 	 1124000727777607680000
23! 	 25852016738884976640000
24! 	 620448401733239439360000
25! 	 15511210043330985984000000
26! 	 403291461126605635584000000
27! 	 10888869450418352160768000000
28! 	 304888344611713860501504000000
29! 	 8841761993739701954543616000000
30! 	 265252859812191058636308480000000
31! 	 8222838654177922817725562880000000
32! 	 263130836933693530167218012160000000
33! 	 8683317618811886495518194401280000000
34! 	 295232799039604140847618609643520000000
35! 	 10333147966386144929666651337523200000000
36! 	 371993326789901217467999448150835200000000
37! 	 13763753091226345046315979581580902400000000
38! 	 523022617466601111760007224100074291200000000
39! 	 20397882081197443358640281739902897356800000000
40! 	 815915283247897734345611269596115894272000000000
41! 	 33452526613163807108170062053440751665152000000000
42! 	 1405006117752879898543142606244511569936384000000000
43! 	 60415263063373835637355132068513997507264512000000000
44! 	 2658271574788448768043625811014615890319638528000000000
45! 	 119622220865480194561963161495657715064383733760000000000
46! 	 5502622159812088949850305428800254892961651752960000000000
47! 	 258623241511168180642964355153611979969197632389120000000000
48! 	 12413915592536072670862289047373375038521486354677760000000000
49! 	 608281864034267560872252163321295376887552831379210240000000000
50! 	 30414093201713378043612608166064768844377641568960512000000000000
51! 	 1551118753287382280224243016469303211063259720016986112000000000000
52! 	 80658175170943878571660636856403766975289505440883277824000000000000 
53!      4274883284060025564298013753389399649690343788366813724672000000000000
54!      230843697339241380472092742683027581083278564571807941132288000000000000 
55!      12696403353658275925965100847566516959580321051449436762275840000000000000 
56!      710998587804863451854045647463724949736497978881168458687447040000000000000 
57!      40526919504877216755680601905432322134980384796226602145184481280000000000000 
58!      2350561331282878571829474910515074683828862318181142924420699914240000000000000 
59!      138683118545689835737939019720389406345902876772687432540821294940160000000000000 
60!      8320987112741390144276341183223364380754172606361245952449277696409600000000000000 
61!      507580213877224798800856812176625227226004528988036003099405939480985600000000000000 
62!      31469973260387937525653122354950764088012280797258232192163168247821107200000000000000 
63!      1982608315404440064116146708361898137544773690227268628106279599612729753600000000000000 
64!      126886932185884164103433389335161480802865516174545192198801894375214704230400000000000000 
65!      8247650592082470666723170306785496252186258551345437492922123134388955774976000000000000000 
66!      544344939077443064003729240247842752644293064388798874532860126869671081148416000000000000000 
67!      36471110918188685288249859096605464427167635314049524593701628500267962436943872000000000000000
68!      2480035542436830599600990418569171581047399201355367672371710738018221445712183296000000000000000 
69!      171122452428141311372468338881272839092270544893520369393648040923257279754140647424000000000000000
70!      11978571669969891796072783721689098736458938142546425857555362864628009582789845319680000000000000000 
71!      850478588567862317521167644239926010288584608120796235886430763388588680378079017697280000000000000000 
72!      61234458376886086861524070385274672740778091784697328983823014963978384987221689274204160000000000000000 
73!      4470115461512684340891257138125051110076800700282905015819080092370422104067183317016903680000000000000000 
74!      330788544151938641225953028221253782145683251820934971170611926835411235700971565459250872320000000000000000 
75!      24809140811395398091946477116594033660926243886570122837795894512655842677572867409443815424000000000000000000 
76!      1885494701666050254987932260861146558230394535379329335672487982961844043495537923117729972224000000000000000000 
77!      145183092028285869634070784086308284983740379224208358846781574688061991349156420080065207861248000000000000000000 
78!      11324281178206297831457521158732046228731749579488251990048962825668835325234200766245086213177344000000000000000000 
79!      894618213078297528685144171539831652069808216779571907213868063227837990693501860533361810841010176000000000000000000 
80!      71569457046263802294811533723186532165584657342365752577109445058227039255480148842668944867280814080000000000000000000 
```

...